# Haard

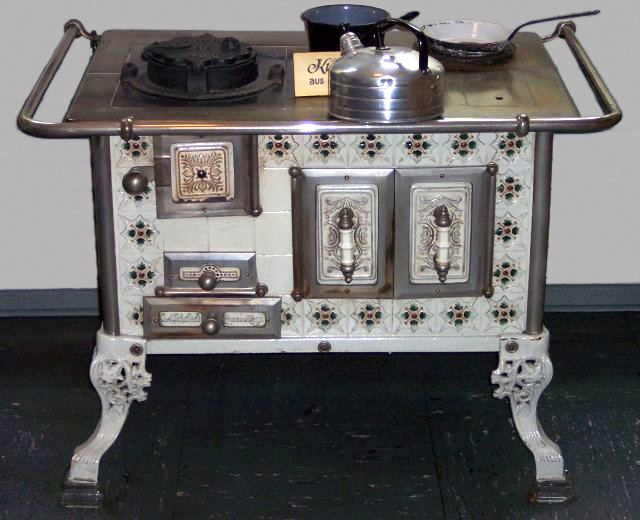
19e-eeuwse gietijzeren haard

De haard is een stookplaats in huis, meestal in de woonkamer. In de haard wordt een open vuur gemaakt om het vertrek te verwarmen en/of een bepaalde sfeer te creëren. 

## Geschiedenis
Van oorsprong was de haard de plek waar (binnen het huis) het vuur brandde, in het begin een open vuur (het haardvuur) of, zoals wij het nu zouden noemen, de open haard. Het was daarom ook de plek waar gekookt werd.
De naam haard is overgegaan naar het fornuis, waarop, nog steeds met vuur, werd gekookt. Ook de op hout en kolen gestookte kachels werden haard genoemd. De haard was, vanwege de warmte, vaak de centrale plek van het huis. Vandaar dat het woord ook overdrachtelijk gebruikt wordt als middelpunt.

## Haard vs. schouw
Wanneer de rook van de haard door middel van een kap wordt afgevoerd, spreekt men van een schouw. Een schouw is een soort plank die zich meestal horizontaal boven de open haard bevindt. Hierop staan vaak voorwerpen ter versiering, zoals een kandelaar, vaas of foto. Rond feestdagen wordt de schouw vaak versierd met bloemen of een guirlande.

## Uitdrukkingen met haard
- Eigen haard is goud waard
- Huis en haard
- Hij zal nog aan de haard aanbakken